# Elecciones municipales de Huaraz de 1980
Las elecciones municipales de Huaraz de 1980 se llevaron a cabo el 23 de noviembre de 1980 para elegir al alcalde y al Concejo Provincial de Huaraz para el periodo 1981-1983. La elección se celebró simultáneamente con elecciones municipales en todo el país.

## Sistema electoral
La Municipalidad Provincial de Huaraz es el órgano administrativo y de gobierno de la provincia de Huaraz. Está compuesta por el alcalde y el Concejo Provincial.
La votación del alcalde y el concejo se realiza en base al sufragio universal, que comprende a todos los ciudadanos nacionales mayores de dieciocho años, empadronados y residentes en la provincia de Huaraz y en pleno goce de sus derechos políticos, así como a los ciudadanos no nacionales residentes y empadronados en la provincia de Huaraz.
El Concejo Provincial de Huaraz está compuesto por 19 regidores elegidos por sufragio directo para un período de tres (3) años, en forma conjunta con la elección del alcalde (quien lo preside). La votación es por lista cerrada y bloqueada. Se asigna a cada lista los escaños según el método d'Hondt.

## Partidos y candidatos
A continuación se muestra una lista de los principales partidos y alianzas electorales que participaron en las elecciones:
| Candidatura | Candidatura | Partidos y alianzas | Candidatos | Candidatos                | Ideología                                               | Ref. |
| ----------- | ----------- | --- | ---------- | ------------------------- | ------------------------------------------------------- | ---- |
|             | APRA        | Lista - Partido Aprista Peruano (APRA) |            | Ángel Ruiz de la Cruz     | Aprismo                                                 |      |
|             | AP          | Lista - Acción Popular (AP) |            | Hugo Ríos de la Cruz      | Humanismo Nacionalismo cívico Reformismo                |      |
|             | PPC         | Lista - Partido Popular Cristiano (PPC) |            | Carlos Torres Lombardi    | Conservadurismo social Humanismo Democracia cristiana   |      |
|             | IU          | Lista - Izquierda Unida (IU) – Unión de Izquierda Revolucionaria (UNIR) – Unidad Democrático Popular (UDP) – Partido Socialista Revolucionario (PSR) – Partido Comunista Revolucionario (PCR) – Partido Comunista Peruano (PCP) – Frente Obrero Campesino Estudiantil y Popular (FOCEP) |            | Víctor Valenzuela Guardia | Marxismo-leninismo Mariateguismo Socialismo democrático |      |

## Resultados

### Sumario general
|                        |                                 |              |              |              |           |           |
| Partidos y coaliciones | Partidos y coaliciones          | Voto popular | Voto popular | Voto popular | Regidores | Regidores |
| Partidos y coaliciones | Partidos y coaliciones          | Votos        | %            | ±pp          | Total     | +/−       |
|                        | Izquierda Unida (IU)            | 7,585        | 40.62        | n/a          | 8         | n/a       |
|                        | Acción Popular (AP)             | 6,286        | 33.66        | n/a          | 7         | n/a       |
|                        | Partido Aprista Peruano (APRA)  | 3,319        | 17.77        | n/a          | 3         | n/a       |
|                        | Partido Popular Cristiano (PPC) | 1,484        | 7.95         | n/a          | 1         | n/a       |
|                        |                                 |              |              |              |           |           |
| Total                  | Total                           | 18,674       |              |              | 19        | n/a       |
|                        |                                 |              |              |              |           |           |
| Votos válidos          | Votos válidos                   | 18,674       | 77.07        | n/a          |           |           |
| Votos en blanco        | Votos en blanco                 | 1,452        | 5.99         | n/a          |           |           |
| Votos nulos            | Votos nulos                     | 4,104        | 16.94        | n/a          |           |           |
| Votos emitidos         | Votos emitidos                  | 24,230       | 68.68        | n/a          |           |           |
| Abstenciones           | Abstenciones                    | 11,052       | 31.32        | n/a          |           |           |
| Votantes registrados   | Votantes registrados            | 35,282       |              |              |           |           |
|                        |                                 |              |              |              |           |           |
| Fuente:                |                                 |              |              |              |           |           |

## Elecciones municipales distritales

### Resultados por distrito
La siguiente tabla enumera el control de los distritos de la provincia de Huaraz.
| Distrito    | Alcalde(sa) electo(a)                          | Partido político                               | Partido político                               |
| ----------- | ---------------------------------------------- | ---------------------------------------------- | ---------------------------------------------- |
| Cochabamba  | Glicerio Rodríguez Loli                        |                                                | Partido Aprista Peruano                        |
| Colcabamba  | Medardo Quintana Obregón                       |                                                | Acción Popular                                 |
| Huanchay    | Elecciones municipales complementarias de 1981 | Elecciones municipales complementarias de 1981 | Elecciones municipales complementarias de 1981 |
| Jangas      | Julio Castro Veramendi                         |                                                | Acción Popular                                 |
| La Libertad | Bonifacio Loli Osorio                          |                                                | Izquierda Unida                                |
| Olleros     | Emilio León Reyes                              |                                                | Izquierda Unida                                |
| Pampas      | Bernabé Coral Alegre                           |                                                | Acción Popular                                 |
| Pariacoto   | César Terry Alegre                             |                                                | Acción Popular                                 |
| Pira        | Manuel Mautino Espinoza                        |                                                | Partido Popular Cristiano                      |
| Tarica      | Emilio Quiroz Montes                           |                                                | Izquierda Unida                                |